# Chen Szu-yuan
Chen Szu-yuan (n. 7 februarie 1981) este un arcaș ce a reprezentat Taipeiul Chinez, medaliat olimpic. A participat la 2 ediții ale Jocurilor Olimpice (2004, 2008) în care a câștigat o medalie de argint.